# Bundesparteitag der AfD 2021
Der Zwölfte Bundesparteitag der AfD fand am 10. und 11. April 2021 in der Messe Dresden während der COVID-19-Pandemie statt. Neben dem Beschluss des Wahlprogramms für die Bundestagswahl wurde auch über ein Abwahlantrag gegen Parteichef Jörg Meuthen abgestimmt, der wegen seiner Kritik am rechtsextremen Flügel von Teilen der Partei kritisiert wird.

## Präsenzparteitag unter Corona-Maßnahmen
Trotz der angespannten Corona-Lage hielt die AfD einen Präsenzparteitag, während die anderen großen Parteien digitale Parteitage abhielten. Für die rund 600 Delegierten sowie Mitarbeiter und Pressevertreter galten auf dem Parteitag eine Maskenpflicht und Abstandsregeln, jedoch keine Testpflicht.

## Beschlüsse
Trotz Widerstand in Teilen der Partei wurden keine Spitzenkandidaten für die Bundestagswahl 2021 gewählt, da sich in einer vorigen Mitgliederbefragung die Mehrheit dagegenstellte. Stattdessen wurden die Spitzenkandidaten bis Mitte Mai basisdemokratisch gewählt. Ebenso wurde die Befassung mit dem Abwahlantrag gegen Parteichef Jörg Meuthen von einer großen Mehrheit abgelehnt.
Großenteils ging es jedoch um die Gestaltung des Wahlprogramms für die Bundestagswahl, das unter anderen durch die Corona-Politik ergänzt werden sollte.

## Gegendemonstrationen
Gegen die Politik der AfD gab es trotz der COVID-19-Pandemie kleine Demonstrationen.